# 누적 분포 함수

정규 분포의 누적분포함수

확률론에서 누적분포함수(累積分布函數, 영어: cumulative distribution function, 약자 cdf)는 주어진 확률 변수가 특정 값보다 작거나 같은 확률을 나타내는 함수이다.

## 정의
확률 공간 {\displaystyle (\Omega ,{\mathcal {F}},\operatorname {Pr} )} 위의 실숫값 확률 변수 {\displaystyle X\colon \Omega \to (\mathbb {R} ,{\mathcal {B}}(\mathbb {R} ))}의 (우연속) 누적분포함수 {\displaystyle F_{X}\colon \mathbb {R} \to \mathbb {R} }는 다음과 같다.
{\displaystyle F_{X}(x)=\operatorname {Pr} (X\in (-\infty ,x])\qquad \forall x\in \mathbb {R} }
보다 일반적으로, 확률 공간 {\displaystyle (\Omega ,{\mathcal {F}},\operatorname {Pr} )} 위의 실숫값 확률 벡터 {\displaystyle X=(X_{1},\dots ,X_{n})\colon \Omega \to (\mathbb {R} ^{n},{\mathcal {B}}(\mathbb {R} ^{n}))}의 (우연속) 누적분포함수 {\displaystyle F_{X}\colon \mathbb {R} ^{n}\to \mathbb {R} }는 다음과 같다.
{\displaystyle F_{X}(x_{1},\dots ,x_{n})=\operatorname {Pr} (X_{1}\in (-\infty ,x_{1}],\dots ,X_{n}\in (-\infty ,x_{n}])\qquad \forall (x_{1},\dots ,x_{n})\in \mathbb {R} ^{n}}
위 정의에 등장하는 반닫힌구간들을 열린구간으로 대체하면 좌연속 누적분포함수의 정의를 얻는다.

## 성질

### 함수로서의 성질
임의의 함수 {\displaystyle F\colon \mathbb {R} \to \mathbb {R} }에 대하여, 다음 두 조건이 서로 동치이다.
- {\displaystyle F}는 어떤 확률 변수의 누적분포함수이다.
- 다음 조건들을 만족시킨다.
  - (증가 함수) 만약 {\displaystyle x,y\in \mathbb {R} }이며 {\displaystyle x\leq y}라면, {\displaystyle F(x)\leq F(y)}
  - (우연속 함수) 임의의 {\displaystyle x\in \mathbb {R} }에 대하여, {\displaystyle F(x^{+})=F(x)}
  - {\displaystyle F(-\infty )=0}
  - {\displaystyle F(\infty )=1}

여기서 {\displaystyle F(x^{+})}는 우극한이며, {\displaystyle F(-\infty )}와 {\displaystyle F(\infty )}는 음과 양의 무한대에서의 극한이다.
보다 일반적으로, 임의의 함수 {\displaystyle F\colon \mathbb {R} ^{n}\to \mathbb {R} }에 대하여, 다음 두 조건이 서로 동치이다.
- {\displaystyle F}는 어떤 확률 벡터의 누적분포함수이다.
- 다음 조건들을 만족시킨다.
  - 만약 {\displaystyle x,y\in \mathbb {R} ^{n}}이며 {\displaystyle x_{i}\leq y_{i}\forall i\in \{1,\dots ,n\}}이라면, {\displaystyle \textstyle \sum _{t\in \{x_{1},y_{1}\}\times \cdots \times \{x_{n},y_{n}\}}(-1)^{|\{i\colon t_{i}=x_{i}\}|}F(t)\geq 0}. (이 조건과 세 번째 조건은 {\displaystyle F}가 각 변수에 대하여 증가 함수임을 함의한다.)
  - (우연속 함수) 임의의 {\displaystyle x\in \mathbb {R} ^{n}}에 대하여, {\displaystyle F(x^{+})=F(x)}
  - 임의의 {\displaystyle i\in \{1,\dots ,n\}} 및 {\displaystyle x_{1},\dots ,x_{i-1},x_{i+1},\dots ,x_{n}\in \mathbb {R} }에 대하여, {\displaystyle F(x_{1},\dots ,x_{i-1},-\infty ,x_{i+1},\dots ,x_{n})=0}
  - {\displaystyle F(\infty ,\dots ,\infty )=1}

여기서
{\displaystyle F(x^{+})=\lim _{y_{1}\to x_{1}^{+},\dots ,y_{n}\to x_{n}^{+}}F(y)}
{\displaystyle F(x_{1},\dots ,x_{i-1},-\infty ,x_{i+1},\dots ,x_{n})=\lim _{x_{i}\to -\infty }F(x)}
{\displaystyle F(\infty ,\dots ,\infty )=\lim _{x_{1}\to \infty ,\dots ,x_{n}\to \infty }F(x)}
이다.

### 확률 분포와의 관계
확률 변수 또는 확률 벡터의 누적분포함수는 그 확률 분포를 유일하게 결정한다. 이는 누적분포함수에 대한 르베그-스틸티어스 측도와 일치한다. 그러나 누적분포함수는 확률 변수 자체를 유일하게 결정하지는 않는다.
확률 변수 {\displaystyle X}가 구간 {\displaystyle (a,b]}에 속할 확률과 특정 실수 {\displaystyle x\in \mathbb {R} }를 취할 확률은 누적분포함수 {\displaystyle F_{X}}를 통해 각각 다음과 같이 나타낼 수 있다.
{\displaystyle \operatorname {Pr} (X\in (a,b])=F_{X}(b)-F_{X}(a)}
{\displaystyle \operatorname {Pr} (X=x)=F_{X}(x)-F_{X}(x^{-})}
보다 일반적으로, 확률 벡터 {\displaystyle X=(X_{1},\dots ,X_{n})}가 {\displaystyle (a_{1},b_{1}]\times \cdots \times (a_{n},b_{n}]}에 속할 확률과 특정 값 {\displaystyle x=(x_{1},\dots ,x_{n})\in \mathbb {R} ^{n}}을 취할 확률은 각각 다음과 같다.
{\displaystyle \operatorname {Pr} (X_{1}\in (a_{1},b_{1}],\dots ,X_{n}\in (a_{n},b_{n}])=\sum _{t\in \{a_{1},b_{1}\}\times \cdots \times \{a_{n},b_{n}\}}(-1)^{|\{i\colon t_{i}=a_{i}\}|}F_{X}(t)}
{\displaystyle \operatorname {Pr} (X_{1}=x_{1},\dots ,X_{n}=x_{n})=\lim _{\epsilon \to 0^{+}}\sum _{t\in \{x_{1}-\epsilon ,x_{1}\}\times \cdots \times \{x_{n}-\epsilon ,x_{n}\}}(-1)^{|\{i\colon t_{i}=x_{i}-\epsilon \}|}F_{X}(t)}

### 이산성·연속성·특이성과의 관계

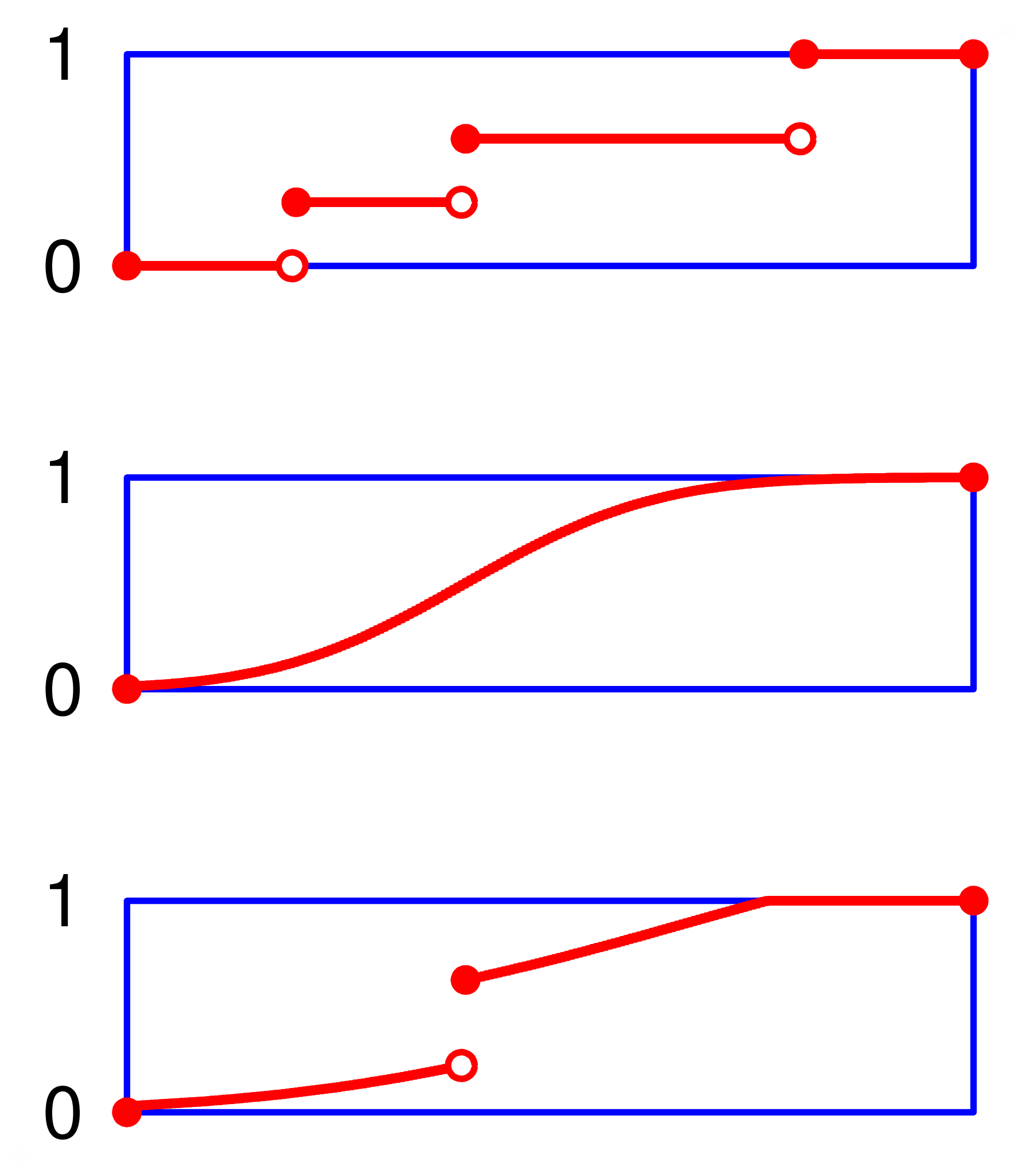
이산 확률 분포, 연속 확률 분포, 이산적인 부분과 연속적인 부분이 모두 존재하는 분포에 대한 각각의 누적분포함수

확률 변수 {\displaystyle X}에 대하여, 다음 두 조건이 서로 동치이다.
- {\displaystyle X}는 이산 확률 변수이다. (즉, {\displaystyle \operatorname {Pr} (X\in A)=1}인 가산 집합 {\displaystyle A\in {\mathcal {B}}(\mathbb {R} )}이 존재한다.)
- {\displaystyle \textstyle \sum _{x\in \mathbb {R} }\left(F_{X}(x)-\lim _{y\to x^{-}}F_{X}(y)\right)=1}

특히, 계단 함수를 누적분포함수로 하는 확률 변수는 이산 확률 변수이다. 그러나 그 역은 성립하지 않는다.
확률 변수 {\displaystyle X}에 대하여, 다음 두 조건이 서로 동치이다.
- {\displaystyle X}는 연속 확률 변수이다. (즉, 임의의 {\displaystyle x\in \mathbb {R} }에 대하여, {\displaystyle \operatorname {Pr} (X=x)=0}이다.)
- {\displaystyle F_{X}}는 연속 함수이다.

확률 변수 {\displaystyle X}에 대하여, 다음 두 조건이 서로 동치이다.
- {\displaystyle X}는 절대 연속 확률 변수이다. (즉, 확률 분포 {\displaystyle \operatorname {Pr} (X\in \bullet )}는 르베그 측도에 대한 절대 연속 측도이다. 또는, {\displaystyle X}는 확률 밀도 함수를 갖는다.)
- {\displaystyle F_{X}}는 임의의 닫힌구간에서 절대 연속 함수이다.

확률 변수 {\displaystyle X}에 대하여, 다음 두 조건이 서로 동치이다.
- {\displaystyle X}는 특이 확률 변수이다. (즉, 확률 분포 {\displaystyle \operatorname {Pr} (X\in \bullet )}와 르베그 측도는 서로 특이 측도이다.)
- 르베그 거의 어디서나 {\displaystyle F_{X}'=0}이다.

임의의 누적분포함수 {\displaystyle F}는 이산 누적분포함수 {\displaystyle F_{\operatorname {disc} }}와 절대 연속 누적분포함수 {\displaystyle F_{\operatorname {a.c.} }}, 특이 연속 누적분포함수 {\displaystyle F_{\operatorname {s.c.} }}의 음이 아닌 계수의 아핀 결합으로 나타낼 수 있다.
{\displaystyle F=cF_{\operatorname {disc} }+c'F_{\operatorname {a.c.} }+c''F_{\operatorname {s.c.} }}
{\displaystyle c,c',c''\geq 0}
{\displaystyle c+c'+c''=1}

### 독립성과의 관계
같은 확률 공간 위의 확률 변수 또는 확률 벡터들의 집합 {\displaystyle {\mathcal {X}}}에 대하여, 다음 두 조건이 서로 동치이다.
- {\displaystyle {\mathcal {X}}}는 서로 독립이다.
- 임의의 서로 다른 {\displaystyle X_{1},\dots ,X_{n}\in {\mathcal {X}}} 및 임의의 {\displaystyle x_{i}\in \operatorname {dom} F_{X_{i}}} ({\displaystyle i=1,\dots ,n})에 대하여, {\displaystyle F_{(X_{1},\dots ,X_{n})}(x_{1},\dots ,x_{n})=F_{X_{1}}(x_{1})\cdots F_{X_{n}}(x_{n})}

증명:
첫 번째 조건은 두 번째 조건을 자명하게 함의한다. 이제 두 번째 조건을 가정하고 첫 번째 조건을 증명하자. 유한 개의 확률 변수
{\displaystyle {\mathcal {X}}=\{X_{1},\dots ,X_{n}\}}
{\displaystyle X_{i}\colon (\Omega ,{\mathcal {F}},\operatorname {Pr} )\to (\mathbb {R} ,{\mathcal {B}}(\mathbb {R} ))}
의 경우의 증명은 다음과 같다. 일반적인 경우는 이와 유사하게 증명할 수 있다.
{\displaystyle {\mathcal {C}}=\{(-\infty ,x]\colon x\in \mathbb {R} \}}
라고 하자. 그렇다면 {\displaystyle {\mathcal {C}}}는 π계를 이루며, {\displaystyle {\mathcal {B}}(\mathbb {R} )}는 {\displaystyle {\mathcal {C}}}를 포함하는 최소의 시그마 대수이다. 다음과 같은 집합을 생각하자.
{\displaystyle {\mathcal {L}}_{n}=\{B_{n}\in {\mathcal {B}}(\mathbb {R} )|\forall B_{1},\dots ,B_{n-1}\in {\mathcal {C}}\colon \operatorname {Pr} (X_{1}\in B_{1},\dots ,X_{n}\in B_{n})=\operatorname {Pr} (X_{1}\in B_{1})\cdots \operatorname {Pr} (X_{n}\in B_{n})\}}
그렇다면, 가정한 조건에 따라 {\displaystyle {\mathcal {C}}\subseteq {\mathcal {L}}_{n}}이다. 또한, {\displaystyle {\mathcal {L}}_{n}}은 λ계를 이룸을 보일 수 있다. 딘킨 π-λ 정리에 따라, {\displaystyle {\mathcal {L}}_{n}={\mathcal {B}}(\mathbb {R} )}이다. 이제, 다음과 같은 집합을 생각하자.
{\displaystyle {\mathcal {L}}_{n-1}=\{B_{n-1}\in {\mathcal {B}}(\mathbb {R} )|\forall B_{1},\dots ,B_{n-2}\in {\mathcal {C}},B_{n}\in {\mathcal {B}}(\mathbb {R} )\colon \operatorname {Pr} (X_{1}\in B_{1},\dots ,X_{n}\in B_{n})=\operatorname {Pr} (X_{1}\in B_{1})\cdots \operatorname {Pr} (X_{n}\in B_{n})\}}
그렇다면, {\displaystyle {\mathcal {L}}_{n}={\mathcal {B}}(\mathbb {R} )}이므로 {\displaystyle {\mathcal {C}}\subseteq {\mathcal {L}}_{n-1}}이며, {\displaystyle {\mathcal {L}}_{n-1}}은 λ계를 이룬다. 따라서 {\displaystyle {\mathcal {L}}_{n-1}={\mathcal {B}}(\mathbb {R} )}이다. 이와 같은 과정을 반복하면 결국 임의의 {\displaystyle B_{1},\dots ,B_{n}\in {\mathcal {B}}(\mathbb {R} )}에 대하여,
{\displaystyle \operatorname {Pr} (X_{1}\in B_{1},\dots ,X_{n}\in B_{n})=\operatorname {Pr} (X_{1}\in B_{1})\cdots \operatorname {Pr} (X_{n}\in B_{n})}
이라는 사실을 얻는다. 즉, {\displaystyle \{X_{1},\dots ,X_{n}\}}은 서로 독립이다.

## 같이 보기
- 기술통계학

## 참고 문헌
- Athreya, Krishna B.; Lahiri, Soumendra N. (2006). 《Measure Theory and Probability Theory》. Springer Texts in Statistics (영어). New York, NY: Springer. doi:10.1007/978-0-387-35434-7. ISBN 978-0-387-32903-1. ISSN 1431-875X. Zbl 1125.60001.